# Vita del Pitocco
Vita del Pitocco (titolo originale La vida del Buscón) è un celebre romanzo picaresco dello scrittore spagnolo Francisco de Quevedo y Villegas, che la critica letteraria considera uno dei suoi lavori più importanti.

## L'opera
Il romanzo è stato scritto negli anni a cavallo tra il Cinquecento ed il Seicento e venne terminato intorno al 1615-1620, ossia poco prima del trasferimento di Quevedo in Italia, e fu pubblicato, la prima volta, nel 1626 a Saragozza, ma senza l'autorizzazione dell'autore, che anzi per molti anni negò di averlo scritto di suo pugno, probabilmente per il timore dell'Inquisizione.
Tra le peculiarità del romanzo, emersero la freschezza, la brillantezza della trama e dei contenuti, ispirati anche dalle esperienze giovanili studentesche dell'autore, il gusto grottesco, la caricaturizzazione dei personaggi e lo stile narrativo asciutto e distaccato dal tono sprezzantemente sarcastico, impreziosito da una prosa caratterizzata da un linguaggio infarcito di metafore, iperboli e giochi di parole basati su doppi e tripli sensi, il linguaggio popolare preso dal mondo dei disperati e dei delinquenti.
In quest'opera, intrisa di un'atmosfera cupa e negativa, venne riflesso lo stato d'animo, fondamentalmente pessimista con tendenze alla disperazione, di Quevedo.
Da sottolineare le pungenti e amare raffigurazioni satiriche, come quella sugli ebrei, sul teatro, sulle condizioni e gli stati psicologici dei nobili impoveriti, e in generale sulla società a lui contemporanea, descritta come un insieme, per lo più, di arrivisti, vanitosi, furfanti e parassiti d'ogni specie.
Una delle principali morali dell'opera è quella di evidenziare i pregi della vita libera del vagabondo mascalzone, ma nello stesso tempo di criticare anche le intenzioni adolescienziali del protagonista Paolo di diventare un signore, allo scopo d'avanzare nella scala sociale e con ciò migliorare il proprio tenore di vita, perché questa aspirazione, per Quevedo, rischia di destabilizzare l'ordine sociale e perciò Paolo viene umiliato ed è costretto solamente a diventare un furfante e un vagabondo.

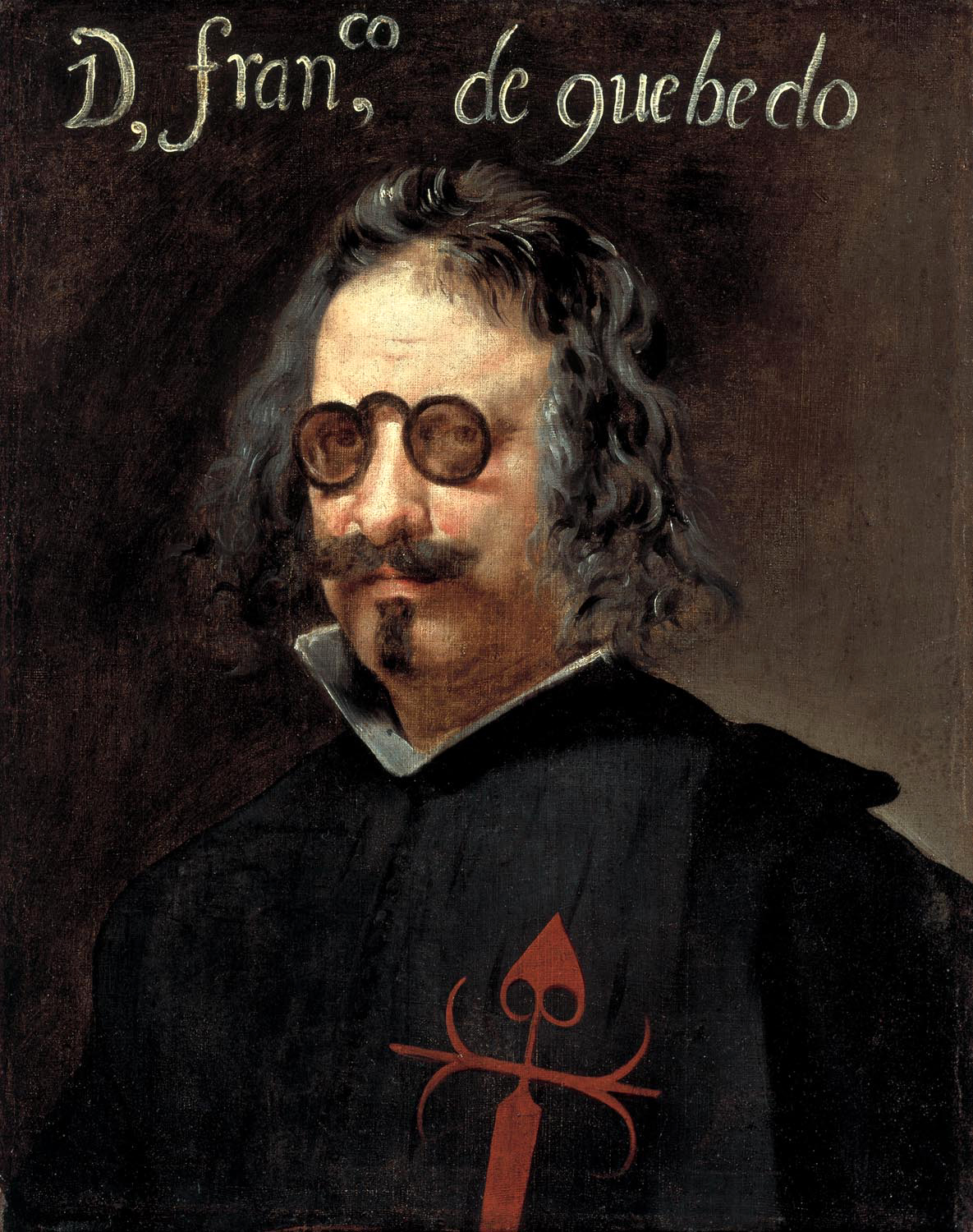
Ritratto di Quevedo.

## La stesura e le edizioni
Le edizioni moderne de La vida del Buscón sono basate su un manoscritto denominato "Bueno" (B), su un altro conservato attualmente a Santander (S) e su uno ancora più datato disponibile presso la cattedrale di Cordova (C), e sulle principali prime edizioni di stampa del romanzo, che sono le due edizioni stampate a Madrid nel 1648, imperniate su quelle di Saragozza del 1628 e del 1626.
L'edizione ritenuta di migliore qualità è la B, che è quella maggiormente curata dal punto di vista ortografico ed è stata anche l'ultima, ampiamente riveduta e ritoccata dall'autore.
Anche il titolo varia a seconda del manoscritto, difatti il titolo del B è Historia de la vida del Buscón, llamado don Pablos; ejemplo de vagamundos y espejo de tacaños, mentre quello del C è La vida del Buscón, llamado don Pablos e infine quello del S è La vida del Buscavida, por otro nombre D. Pablos.

## Genesi del romanzo
Con questo lavoro Quevedo aderì alla corrente letteraria spagnola picaresca, iniziata dal romanzo anonimo Lazarillo de Tormes, pur con qualche distinzione significativa, come la presenza di riferimenti alla burlesque e ai poemi eroici, che resero l'opera ancora più affascinante e popolare in tutto il mondo.

## Struttura
Il romanzo è costituito da tre libri, dei quali il primo è diviso in sette capitoli, il secondo in sei, il terzo in dieci. Questa suddivisione non è casuale e rispetta una rete di motivi ricorrenti che includono i temi strettamente legati alla famiglia, alla immoralità, alla crudeltà delle leggi e della società.

## Trama
Il protagonista del romanzo è Paolo, nato a Segovia in una famiglia di origine ebraica da parte materna. Il padre svolge il mestiere di barbiere e ogni tanto incappa in qualche reato di furto, mentre la madre viene descritta come «rammendatrice di piaceri», ovvero prostituta e fattucchiera.

Paolo, volendo raggiungere i suoi due grandi traguardi di vita, ossia imparare la virtù e diventare un signore, frequenta studi sia privati sia pubblici, compresi quelli universitari, ma incappa in vari eventi sfortunati e negativi, come atti di derisione e di aggressione da parte di gruppi di studenti, solo in parte mitigati dalla popolarità acquisita grazie ad alcune sue buffonate.
Comunque il suo intento di istruirsi fallisce e con esso anche i suoi due propositi iniziali moralmente elevati e quindi devia verso la cattiva strada del briccone compiendo una interminabile serie di malefatte, quali ruberie, ricatti eseguiti sia ai danni di sconosciuti sia a persone note.

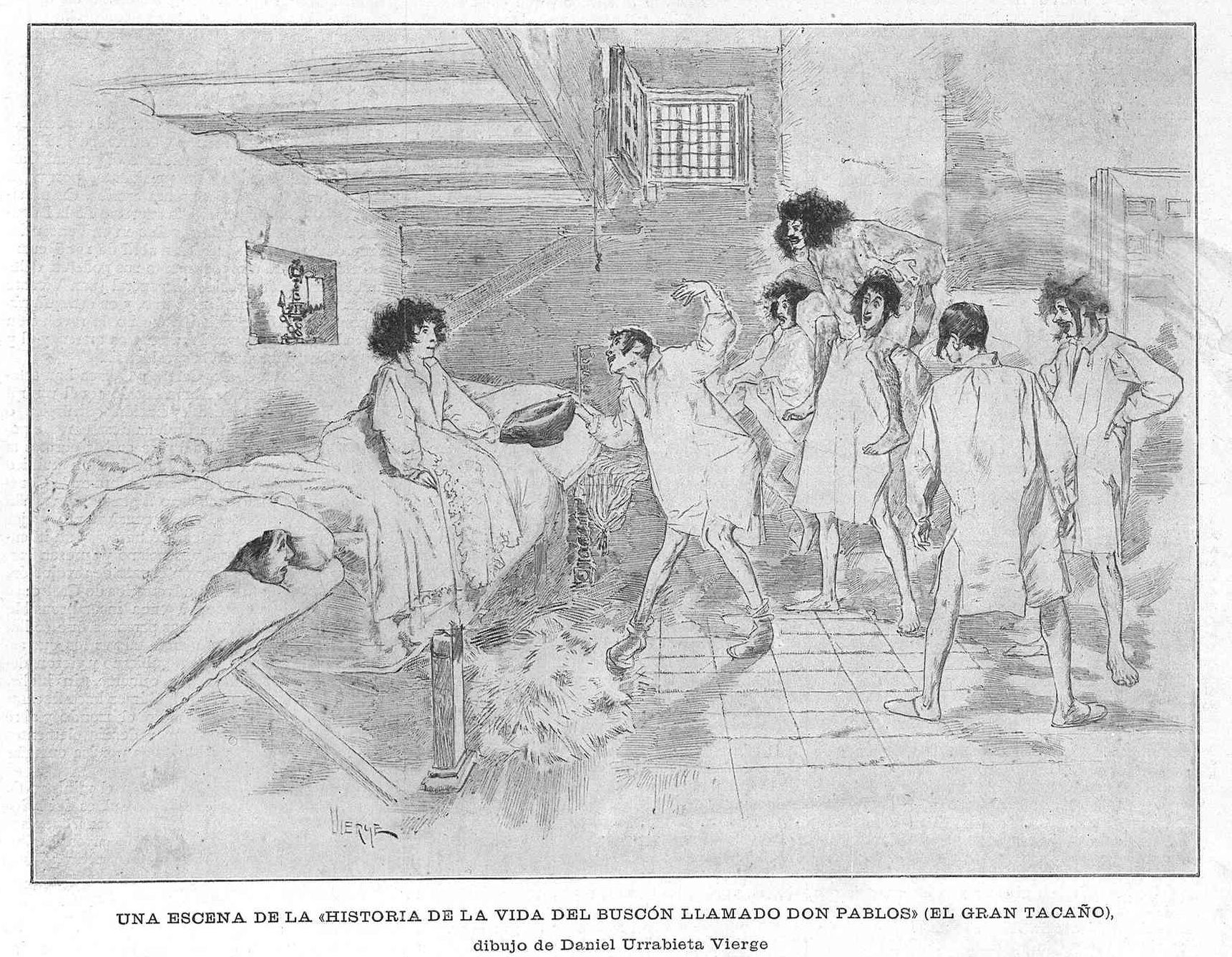
Illustrazione di una edizione del romanzo per mano di Daniel Urrabieta Vierge, pubblicata nel 1909 sulla rivista La Ilustración Artística.

Dopo la morte per impiccagione del padre, avvenuta per mano dello zio, e l'arresto della madre con l'accusa di stregoneria, Paolo rientra a Segovia per riscuotere l'eredità e per trasferirsi a Madrid, descritta dall'autore come un importante centro della furfanteria, dove proseguirà la sua carriera di ladro a tempo pieno. Durante il tragitto verso Segovia, Paolo incontra una serie di personaggi bizzarri e un po' folli, quali un progettista stravagante ed un vecchio chierico scrittore di filastrocche, invece nel viaggio verso Madrid riceve da un presunto hidalgo lezioni di galateo e anche di scaltrezza sociale-relazionale.
Ma le peripezie di Paolo a Madrid non finiscono certo qui: viene arrestato e messo in galera per due volte, la prima assieme ad un gruppo di furfanti con cui aveva fatto amicizia, la seconda dopo un suo goffo tentativo di conquistare le grazie della figlia di un locandiere.
Scontata la condanna, fa dapprima il mendicante, poi si unisce ad una compagnia teatrale per scrivere poesie e recitare, successivamente corteggia una monaca e infine si trasferisce in America per sfuggire alla polizia.
Neanche nel Nuovo Mondo lo stile di vita e i costumi di Paolo cambiano e così prosegue con le sue bricconate fino alla fine dei suoi giorni.

## Personaggi

### Paolo
Paolo è l'indiscusso protagonista del romanzo, al quale l'autore attribuisce il soprannome del Pitocco. Tramite questo personaggio Quevedo ci fornisce intenti morali e satirici, talvolta duri, oltreché comici per le situazioni buffe e rischiose che coinvolgono Paolo. Il protagonista,  nel corso delle sue avventure, assume vari pseudonimi quali Alvaro de Córdoba, Ramiro Guzman e Felipe Tristan.

### Clemente
Clemente è il padre di Paolo, che ufficialmente svolge il mestiere di barbiere, ma arrotonda le entrate con furtarelli eseguiti ai danni dei clienti. Non è un caso se viene arrestato proprio per un furto e muore impiccato per mano del fratello che come mestiere fa il boia.

### Aldonza
Aldonza è la madre di Paolo, fa la prostituta e si occupa di stregoneria e per questa motivo viene arrestata e condannata come eretica, ritenuta pericolosa per la comunità e dedita al culto del Maligno.

### Diego Coronel
Diego Coronel è uno studente amico del cuore di Paolo con il quale trascorre assieme un significativo periodo di esistenza, quello dell'abbandono degli studi e dell'accostamento allo stile di vita di vagabondo e di furfante.

## Adattamenti

### Teatro
Nel 1972 il commediografo Ricardo López Aranda ha riadattato il romanzo per il teatro, debuttando il 6 aprile dello stesso anno al Teatro spagnolo di Madrid, con la regia di Alberto González Vergel, e l'interpretazione di José Antonio Cobián, Lola Cardona, José María Prada, Luisa Sala, Andrés Mejuto, Javier Loyola, Carmen Rossi e Ángel Quesada.

### Cinema
Un adattamento cinematografico dell'opera risale al 1979, diretto da Luciano Berriatúa e con Francisco Algora nel ruolo di Paolo. Il romanzo funse inoltre da base, assieme ad altre opere della narrativa picaresca spagnola del XVI e XVII secolo, per il soggetto del film I picari (1987), diretto da Mario Monicelli e con Giancarlo Giannini e Enrico Montesano.